# كارد كابتور ساكورا: ذا موفي
كارد كابتور ساكورا: ذا موفي (باليابانية: 劇場版カードキャプターさくら، بالروماجي: Gekijō-ban Kādokyaputā Sakura) هو فيلم أنمي ياباني من إخراج موريو أساكا، ومن تأليف ناناسي أوكاوا ومن إنتاج استوديو مادهاوس. الفيلم مقتبس من الأنمي التلفزيوني كارد كابتور ساكورا المقتبس من سلسلة مانغا من تأليف كلامب. عرض الفيلم في اليابان في 21 اغسطس عام 1999. وفاز الفيلم بجائزة فيلم المستقبل في عام 1999 Animation Kobe.

## القصة
تدور أحداث القصة عن ساكورا كينوموتو التي نجحت في ختم بطاقة أرو بمساعدة أصدقائها سياوران لي وكيرو وتومويا دايدوجي وميلينغ لي، في تلك الليلة تشاهد ساكورا حلمًا غريبًا، وفي اليوم التالي بعد انتهاء المدرسة، تذهب ساكورا وتومويو إلى متجر (تون بولز) وتشارك في مسابقة للفوز برحلة إلى هونغ كونغ، بينما تحاول ساكورا الحصول على كرة الفائز، تطير بشكل سحري وتقع في يدها. وتذهب ساكورا مع تومويو وكيرو وشقيقها الأكبر تويا كينوموتو وصديقه المفضل يوكيتو تسوكيشيرو، لقضاء عطلة الربيع في هونغ كونغ.

## أداء صوتي
| الشخصيات                    | الأداء الصوتي     |
| --------------------------- | ----------------- |
| ساكورا كينوموتو             | ساكورا تانغي      |
| تومويا دايدوجي              | جونكو إيواو       |
| سياوران لي                  | موتوكو كوماي      |
| كيرو                        | أيا هيساكاوا      |
| ميلينغ لي                   | يوكانا            |
| تويا كينوموتو               | توموكازو سيكي     |
| يوكيتو تسوكيهيرو            | ميغومي أوغاتا     |
| فوجيتاكا كينوموتو           | هيديوكي تاناكا    |
| كلو ريد                     | كازو هاياشي       |
| يلان لي                     | كيكوكو إينوي      |
| مادوشي / سو ينغ             | ميغومي هاياشيبارا |
| فودي لي                     | يوريكو ياماغوتشي  |
| شيفا لي                     | شيكو شيباهارا     |
| فانرين لي                   | ريكا واكوساوا     |
| فيمي لي                     | ساتشيكو سوغاوارا  |
| يوشيوكي تيرادا/ مستر تيرادا | تورو فوروساوا     |
| ماكي ماتسوموتو / ماغي       | كوتونو ميتسويشي   |

## وصلات خارجية
- كارد كابتور ساكورا: ذا موفي على موقع مادهاوس باللغة اليابانية
- كارد كابتور ساكورا: ذا موفي على موقع IMDb (الإنجليزية)
- كارد كابتور ساكورا: ذا موفي على موقع نتفليكس (الإنجليزية)
- كارد كابتور ساكورا: ذا موفي على موقع قاعدة بيانات الفيلم (الإنجليزية)
- كارد كابتور ساكورا: ذا موفي على موقع ليتربوكسد (الإنجليزية)
- كارد كابتور ساكورا: ذا موفي على موقع كينوبويسك (الروسية)
- كارد كابتور ساكورا: ذا موفي على موقع ANN anime (الإنجليزية)